# 銀河街道
銀河街道（Gyarakushī Kaidō）2015 日本 科幻喜劇電影 ，由三谷幸喜編劇與執導電影在2015年10月24日於日本本首映。

## 簡介
本電影背景設定為2265年，以宇宙為舞台的作品，人類在木星與土星之間建造一座太空站，作為地球與宇宙聯繫的24666公路休息點，內裏開設各式各樣的商店，宇宙人往來其間熱鬧非凡。不過，太空站畢竟已有150年歷史，設施日漸過時，當局不時傳出廢站的消息。
故事敘述男女主角在幾年前結婚後，在銀河街道上開了一家銀河漢堡店，但隨著時代的變遷，銀河裡面開了另外一條快速道路，所以這條街道就慢慢沒落，也逐漸面臨到需要封閉這條路的境地。

## 登場人物
- 挪亞：香取慎吾[4][1]（香港配音：陳卓智）
- 挪野：綾瀨遙[4][1]（香港配音：曾秀清）
- 鳩：小栗旬[4][1]（香港配音：黃啟昌）
- 玲：優香[4][1]（香港配音：成瑤孆）
- 西川貴教[4][1]
- 曼達斯：遠藤憲一[4][1]（香港配音：葉振聲）
- 橋本：段田安則（日语：段田安則）[4][1]（香港配音：招世亮）
- 牟田：石丸幹二[4][1]（香港配音：潘文柏）
- 萬毛：秋元才加[4][1]（香港配音：劉惠雲）
- 隊長：阿南健治（日语：阿南健治）[4]（香港配音：李錦綸）
- 堂本博士：西田敏行[1]（香港配音：譚炳文）
- 花：大竹忍[1]（香港配音：許盈）
- 薛：山本耕史[1]（香港配音：李鎮然）
- 道化師：淺野和之（日语：淺野和之）[1]
- 伊瑪：田村梨果（日语：ミラクルひかる）[1]（香港配音：李潤知）
- 巴巴烚下：梶原善（日语：梶原善）[1]（香港配音：張錦江）
- 丹尼：久世浩（香港配音：馮錦堂）

## 票房
本片日本週末首映冠軍票房達到¥2.7億。次週，日本週末冠軍票房達到150萬美元。

## 外部連結
- 官方网站 （日語）
- 互联网电影数据库（IMDb）上《銀河街道》的资料（英文）